# Mesoleius infuscator
Mesoleius infuscator là một loài tò vò trong họ Ichneumonidae.